# Teunz
Teunz je obec ve vládním obvodě Horní Falc v zemském okrese Schwandorf v Bavorsku.

## Geografie

### Poloha
Teunz se nachází v regionu Horní Falc-Sever v severovýchodní části okresu Schwandorf, přímo na silnici B 22 mezi Weidenem a Koubou. Území obce Teunz je součástí rekreační oblasti Oberviechtacher Land a přírodního parku Horní Falc. Obec Teunz leží 442 m nad mořem. Nejvyšším bodem katastru je vrch Wildenstein poblíž stejnojmenné vesnice v nadmořské výšce 744 mnm.

### Sousední obce
Teunz sousedí s následujícími obcemi od západu:Gleiritsch, Tännesberg, Moosbach, Oberviechtach, Niedermurach a Guteneck. 
| Růžice kompasu | Tännesberg | Moosbach     | Moosbach      | Růžice kompasu |
| Růžice kompasu | Gleiritsch | Sever        | Oberviechtach | Růžice kompasu |
| Růžice kompasu | Gleiritsch | Teunz        | Oberviechtach | Růžice kompasu |
| Růžice kompasu | Gleiritsch | Jih          | Oberviechtach | Růžice kompasu |
| Růžice kompasu | Guteneck   | Niedermurach | Oberviechtach | Růžice kompasu |

### Místní části
Obec Teunz má 18 místních částí:
- Burkhardsberg
- Fuchsberg
- Gutenfürst
- Haidhof
- Hebermühle
- Hermannsried
- Höcherlmühle
- Kühried
- Kühriedermühle
- Miesmühle
- Ödmiesbach
- Ödreichersried
- Schömersdorf
- Tannenschleife
- Teunz
- Weiherhäusl
- Wildstein
- Zeinried

## Historie

### Jméno Teunz
Pro nedostatek písemných pramenů lze historii osídlení prokázat pouze dle místních názvů. Místa Gleiritsch a Teunz jsou pravděpodobně slovanského původu, a proto patří mezi nejstarší osídlení v oblasti Horní Falce. Název Teunz pochází z tync, což znamenalo malý hrad, nebo z týn, případně šlo o označení pro zeď, plot nebo hradbu. Archeologicky dosud nebylo prokázáno, zda existuje souvislost mezi osídlením Slovanů a stěží viditelnými pozůstatky zděných pozůstatků v záhybu řeky Murach na Wutzelsteinově skále severovýchodně od Teunzu.

### První zmínky
Vzhledem k tomu, že Teunz je prokazatelně slovanské jméno, vzniklo vlastní osídlení před přelomem tisíciletí. Písemné zmínky z toho období se nedochovaly. V roce 1280 se poprvé objevil název „Teinzen“.
V roce 1286 byla farnost Teunz zmíněna v jednom z nejstarších farních matrik v Řezenské diecézi. Seznam farností byl vypracován na popud papeže Řehoře X. a později na rozkaz papeže Honoria IV. Seznam byl určen k financování vojenských tažení. Každá farnost byla zapsána do hodnotících seznamů, včetně Teunze, a každému duchovnímu bylo nařízeno zaplatit papežskému stolci určitou částku.

### Hamry v Teunzu
V Horní Falci, v tomto „Porúří ve středověku“, fungovalo mnoho železářských provozů. V roce 1387 je prokázána existence dvou hamrů v Teunzu. Zpracování železa zde probíhalo po celý středověk. Na horním toku Murachu, který protéká Teunzem, byla bohatá naleziště zlata.